# 公孟彄
公孟彄（？—？），姬姓，中国春秋时期卫国的公子。卫灵公之子，过继给了孟縶。
前498年夏，公孟彄帅师伐曹国，攻克郊地。次年，公孟彄再次帅师伐曹。前496年，太子蒯聩想杀夫人南子失败，出逃宋国，公孟彄作为太子同党，出奔郑国，自郑奔齐国。前485年，公孟彄从齐国回卫国。前480年，公孟彄再次出奔齐国。